# Autoserica ruficeps
Autoserica ruficeps är en skalbaggsart som beskrevs av Moser 1916. Autoserica ruficeps ingår i släktet Autoserica och familjen Melolonthidae. Inga underarter finns listade.